# 2015 FG415
2015 FG415 est un objet transneptunien ,, c'est l'un des dix corps les plus lointains jamais observés dans notre système solaire.